# El Viaje Misterioso de Nuestro Jomer (The Mysterious Voyage of Homer)
"El Viaje Misterioso de Nuestro Jomer (The Mysterious Voyage of Homer)" er den niende episode af The Simpsons' ottende sæson, og blev vist første gang på den amerikanske tv-station Fox den 5. januar 1997. Efter at have spist en guatemalsk chili havner Homer i en surrealistisk fantasiverden, hvori en "rum-prærieulv" betvivler Homers antagelse om at Marge er hans "soulmate". Efterfølgende sætter Homer spørgsmålstegn ved sit og Marges forhold, og tager af sted for at finde sin rigtige "soulmate".